# 大秦景教大聖通真歸法讚
《大秦景教大圣通真归法讚》，唐开元八年五月二日，沙州大秦寺法徒索元，定传写教读，现存日本。

## 内容
内容为大秦景教徒在耶稣显圣祭日所颂的赞美诗，与《马太福音》第17章的记事吻合。礼拜式末尾，使徒诵《天宝藏经》、《阿恩瞿利律经》。《阿恩瞿利律经》即是《福音书》，《天宝藏经》可能是保罗书信。